# Vadillo de la Sierra (kommun)
Vadillo de la Sierra är en kommun i Spanien.   Den ligger i provinsen Provincia de Ávila och regionen Kastilien och Leon, i den centrala delen av landet, 120 km väster om huvudstaden Madrid.